# چرخه آب

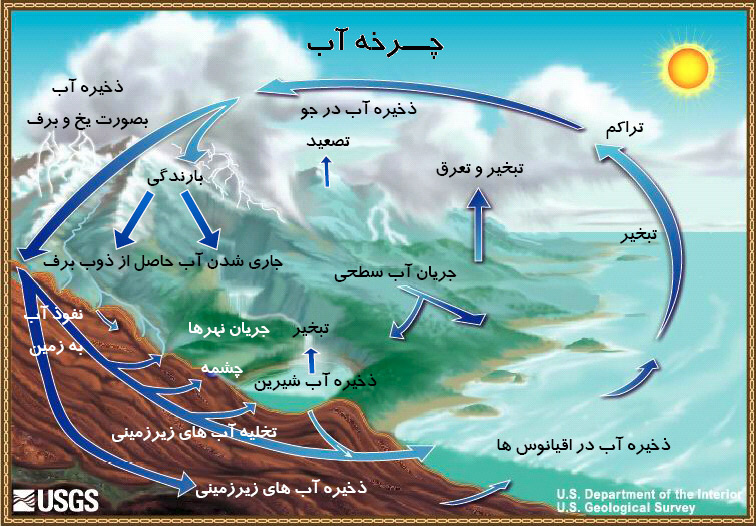
نموداری از چرخهٔ آب در طبیعت

چرخهٔ آبی یا چرخهٔ هیدرولوژی به فرایند پویای گردش آب در کرهٔ زمین شامل اتمسفر (هواکره)، سطح و زیر زمین گفته می‌شود. در این فرایند، آب در حالت‌های مختلف جامد، مایع، و بخار هیدرو سایکل محیط‌های مختلف را طی می‌کند. چرخهٔ آب نقطهٔ آغاز و پایانی ندارد. آب از حالت مایع به بخار یا به یخ تبدیل می‌شود و دوباره به حالت اولیه بازمی‌گردد. چرخهٔ آب میلیاردها سال است که در حال کار است. در طول زمان، مقدار آب روی زمین، نسبتاً ثابت باقی می‌ماند اما بسته به طیف وسیعی از تغییرات اقلیمی آب به اشکال اصلی از جمله یخ، آب شیرین، آب شور و آب جوی تبدیل می‌شود. آب توسط فرآیندهای فیزیکی تبخیر، تراکم یا میعان، بارش، نفوذ، رواناب سطحی و جریان زیرسطحی، از یک منبع به منبع دیگر مثلاً از رودخانه به اقیانوس یا از اقیانوس به اتمسفر حرکت می‌کند. در این فرایند، آب به اشکال مختلفی تبدیل می‌شود: مایع، جامد و بخار یا گاز.
آب زمین همواره در حال جابجایی است و چرخهٔ آب که گاهی چرخهٔ هیدرولوژی نیز نامیده می‌شود ارتباطات بین اتمسفر (هواکره)، هیدروسفر (آب‌کره) و لیتوسفر (سنگ‌کره) را توضیح می‌دهد.
فرایند گردش آب، پیچیده‌تر از شکل‌هایی است که رسم می‌شود؛ زیرا هریک از مؤلفه‌های اصلی مشخص شده در شکل‌های مذکور مسیرهای متفاوت و متنوعی را طی می‌کند.
در چرخهٔ آب، تبادل انرژی صورت می‌گیرد که به تغییر دما منجر می‌شود. هنگامی که آب تبخیر می‌شود از محیط اطرافش انرژی می‌گیرد و محیط را خنک می‌کند. هنگامی که متراکم می‌شود (میعان صورت می‌گیرد)، انرژی آزاد می‌کند و محیط را گرم می‌کند. این تبادلات گرمایی، اقلیم را تحت تأثیر قرار می‌دهند.
فاز تبخیری چرخه، آب را تصفیه و زمین را با آب شیرین تغذیه می‌کند. جریان آب، مواد معدنی را در سراسر جهان منتقل می‌کند. این امر به همراه فرآیندهایی همچون فرسایش و رسوب‌گذاری، در شکل‌گیری مجدد عوارض زمین‌شناختی، تأثیرگذار است. همچنین چرخهٔ آب برای حفظ اکثر اکوسیستم‌ها و حیات بر روی سیارهٔ زمین ضروری است.

## توصیف
خورشید که هدایت‌کنندهٔ چرخهٔ آب است، آب اقیانوس‌ها و دریاها را گرم می‌کند. آب، تبخیر شده و تحت عنوان بخار آب به هوا وارد می‌شود. مقداری از یخ و برف، تصعید و مستقیماً به بخار آب تبدیل می‌شوند. آب تعریق یافته از گیاهان و تبخیر شده از خاک، به عنوان تبخیر و تعرق، شناخته می‌شود. مولکول آب، H2O، نسبت به اجزای اصلی اتمسفر یعنی نیتروژن و اکسیژن، N2 و O2، وزن مولکولی کمتری دارد و بنابراین چگالی آن کمتر است. به علت تفاوت چشمگیر در چگالی، میزان خصوصیت شناوری هوای مرطوب بیشتر است. با افزایش ارتفاع، فشار هوا کاهش می‌یابد و دما افت می‌کند (برای اطلاعات بیشتر به قوانین گازها مراجعه کنید). دمای پایین‌تر، باعث تراکم و میعان بخار آب (و تبدیل آن) به قطرات ریز آب به صورت مایع می‌شود که نسبت به هوا سنگین‌تر هستند و سقوط می‌کنند، مگر اینکه توسط یک جریان هوای رو به بالا، معلق نگه‌داشته شوند. تجمع تعداد زیادی از این قطرات در یک فضای بزرگ در بالای اتمسفر تحت عنوان ابر قابل رؤیت می‌شود. بعضی از تراکم‌های قطرات در نزدیکی سطح زمین اتفاق می‌افتد و مه نامیده می‌شود.
چرخش‌های جوی بخار آب را در سراسر جهان به حرکت درمی‌آورد؛ قطعات ابر با هم برخورد می‌کنند، بزرگ‌تر می‌شوند و بارش از لایه‌های بالایی جو صورت می‌گیرد. برخی بارش‌ها به صورت برف یا تگرگ و بوران می‌بارند و در کلاهک‌های یخی و یخچال‌های طبیعی تجمع می‌یابند که آب یخ‌زده را برای هزاران سال ذخیره می‌کند. اکثر بارش‌ها به صورت باران به اقیانوس‌ها یا زمین بازمی‌گردند، که تحت عنوان رواناب سطحی، روی زمین جریان می‌یابد. بخشی از رواناب با جریان مستقیم حرکت آب به سوی اقیانوس‌ها در چشم‌انداز دره‌ها وارد رودخانه‌ها می‌شود. رواناب و آبی که از زمین بیرون می‌آید (آب زیرزمینی) ممکن است به عنوان آب شیرین در دریاچه‌ها ذخیره شود. همهٔ رواناب به داخل رودخانه‌ها جریان نمی‌یابد؛ قسمت اعظیم آن از طریق نفوذ به زمین فرومی‌رود. مقداری آب به صورت عمقی به داخل زمین نفوذ می‌کند و آبخوان‌ها که آب شیرین را برای دوره‌های زمانی طولانی ذخیره می‌کنند را تغذیه می‌کند. بخشی از نفوذ آب که نزدیک به سطح زمین است، به پیکره‌های آب سطحی و آب زیرزمینی، رسوخ می‌کند (به درون آب سطحی برگردد). مقداری آب زیرزمینی به سطح زمین راه پیدا می‌کند و به عنوان چشمه‌های آب شیرین بیرون می‌آید. در دره‌های رودخانه‌ای و دشت‌های سیلابی، اغلب تبادل مداوم آب، بین آب سطحی و آب زیرزمینی در ناحیهٔ hyporheic اتفاق می‌افتد. در نهایت برای تداوم چرخهٔ آب در طول زمان، آب به اقیانوس برمی‌گردد.

## فرایندها

### فرایندبارش
بارش یعنی بخار آب متراکم شده که به سطح زمین فرو می‌ریزد. اکثر بارش‌ها به صورت باران رخ می‌دهند اما در برخی مواقع به صورت برف، تگرگ، مه، دانهٔ برف، بوران (تگرگ ریز) در می‌آید. سالانه حدود ۵۰۵٬۰۰۰ کیلومتر مربع آب، تحت عنوان بارش فرو می‌ریزد، که از این میزان ۳۹۸٬۰۰۰ کیلومتر مربع در سطح اقیانوس‌ها اتفاق می‌افتد. باران، ۱۰۷٬۰۰۰ کیلومتر مربع و بارش برف ۱٬۰۰۰ کیلومتر مربع از بارش سالانه را شامل می‌شود. ۷۸٪ بارش جهانی در سطح اقیانوس‌ها اتفاق می‌افتد.

### فرایندتبخیر
تبخیر یعنی تبدیل آب از فاز مایع به گاز که حین عبور آن از زمین یا پیکره‌های آبی به سمت اتمسفر حرکت می‌کند (زمین). در درجهٔ اول، منبع انرژی برای تبخیر، تابش خورشید است. تعرق گیاهان به‌طور ضمنی بخشی از تبخیر را تشکیل می‌دهد. این دو شکل از تبخیر با یکدیگر به عنوان تبخیر و تعرق شناخته می‌شوند. مقدار کلی تبخیر و تعرق سالانه حدود ۵۰۵٬۰۰۰ کیلومتر مربع آب است که ۴۳۴٬۰۰۰ کیلومتر مربع آن از سطح اقیانوس‌ها تبخیر می‌شود. ۸۶٪ تبخیر جهانی نیز از سطح اقیانوس‌ها رخ می‌دهد.

#### تبخیر از سطح پوشیده از برف
تبخیر از سطح پوشیده از برف به میزان تبخیر از برف موجود بر سطح می‌گویند که می‌توان آن را کم شدن ارتفاع برف موجود نیز نامید؛ که البته هیچ ارتباطی با عنوان این مقاله یعنی چرخهٔ آب ندارد و فقط شرایط پله‌ای در چرخهٔ آب محاسبه می‌شوند.
با توجه به دمای بسیار پائین محیطی که در ان برف باریده است و برف نشسته است و بالا بودن رطوبت نسبی هوا و هم چنین انعکاس شدید نور خورشید از سطح سفید برفی که تابش خالص خورشید را که با Rn نشان می‌دهند کم می‌کند باعث کندی و نامشخص بودن میزان تبخیر می‌شود.

### فرایندترادمش (تعریق)
یعنی آزادسازی بخار آب از گیاهان به داخل هوا.

### فرایندنفوذ
نفوذ یعنی جریان آب از سطح زمین به درون زمین. پس از نفوذ، آب، به صورت رطوبت خاک یا آب زیرزمینی تبدیل می‌شود. با این حال، مطالعات جهانی اخیر، با استفاده از ایزوتوپ‌های پایدار آب نشان می‌دهند که تمام رطوبت خاک برای تغذیهٔ آب زیرزمینی یا تعرق گیاهان مصرف نمی‌شود.

### فرایندپرانشت (نفوذ عمقی)
آب تحت تأثیر نیروی گرانش به صورت عمودی درون خاک و سنگ‌ها جریان می‌یابد.

### فرایندمیعان
یعنی تبدیل بخار آب به قطرات آب مایع در هوا که ابرها و مه را ایجاد می‌کند.

### فرایندتصعید
تصعید یعنی تغییر حالت مستقیم از آب جامد (برف یا یخ) به بخار آب بدون عبور از حالت مایع.

### فرایندهمرفتیا جابجایی
یعنی حرکت آب درون اتمسفر بدون همرفت (حرکت افقی توده‌ای از هوا در اثر تغییر درجهٔ حرارت)، آبی که از سطح اقیانوس‌ها تبخیر می‌شود نمی‌تواند به زمین ببارد.

### فرایندچگالش
این موضوع به تبدیل مستقیم بخار آب به یخ اشاره دارد.

### فرایندزمین‌ساخت‌های صفحه‌ای
آب از طریق فرورانش پوستهٔ اقیانوسی وارد گوشته می‌شود و از طریق آتشفشان به سطح (زمین) برمی‌گردد. چرخهٔ آب، شامل بسیاری از این فرایندها است.

### فرایندجریان زیرسطحی
جریان زیرسطحی یعنی جریان آب در زیر سطح زمین، در منطقهٔ منطقهٔ هواده و آبخوان‌ها. آب زیرسطحی می‌تواند به سطح بازگردد (مثلاً به عنوان یک چشمه یا با پمپاژ) یا اینکه در نهایت به اقیانوس‌ها بپیوندد. آب تحت تأثیر نیروی گرانش یا فشار ناشی از نیروی گرانش، در فاصله کمتری نسبت به جایی که به زمین نفوذ کرده است، به سطح زمین برمی گردد. آب زیرزمینی به آرامی حرکت می‌کند و به آرامی تغذیه می‌شود، بنابراین می‌تواند هزاران سال در آبخوان‌ها باقی بماند.

### فرایندرواناب
رواناب یعنی مسیرهای متفاوتی که از طریق آن‌ها آب در زمین حرکت می‌کند. رواناب‌ها هم به صورت سطحی و هم کانالی جریان پیدا می‌کنند. همانطوری که رواناب جریان می‌یابد، ممکن است آب، به زمین رسوخ کند، به هوا تبخیر شود، در دریاچه‌ها یا مخازن ذخیره شود یا اینکه برای کشاورزی یا دیگر مصارف انسانی، استخراج شود.

### فرایندذوب برف
رواناب از ذوب برف ایجاد می‌شود.

### فرایندبرگاب
بارشی که به جای فرو ریزش بر زمین توسط شاخ و برگ گیاهان به دام می‌افتد و عاقبت تبخیر شده و به اتمسفر بازمی‌گردد.

## زمان ماندگاری
زمان ماندگاری یک مخزن در چرخهٔ هیدرولوژیک، میانگین مدت زمانی است که یک مولکول آب در آن مخزن سپری می‌کند (جدول زیر را ببینید). این جدول، یک اندازه‌گیری از میانگین سن آب، در مخازن را نمایش می‌دهد.
میانگین زمان ماندگاری
| میانگین زمان ماندگاری | مخزن                                            |
| ۲۰٬۰۰۰ سال            | جنوبگان                                         |
| ۳٬۲۰۰ سال             | اقیانوس‌ها                                       |
| ۲۰ تا ۱۰۰ سال         | یخچال‌های طبیعی                                  |
| ۲ تا ۶ ماه            | پوشش برفی فصلی                                  |
| ۱ تا ۲ ماه            | رطوبت خاک                                       |
| ۱۰۰ تا ۲۰۰ سال        | آب زیرزمینی: سطحی                               |
| ۱۰٬۰۰۰ سال            | آب زیرزمینی: عمقی                               |
| ۵۰ تا ۱۰۰ سال         | دریاچه‌ها (زمان بقا و ماندگاری دریاچه را ببینید) |
| ۲ تا ۶ ماه            | رودخانه‌ها                                       |
| ۹ روز                 | اتمسفر                                          |

آب زیرزمینی می‌تواند پیش از عزیمت، بیش از ۱۰٬۰۰۰ سال در زیر سطح زمین باقی بماند. آب‌های زیرزمینی قدیمی به‌طور خاص، آب فسیلی نامیده می‌شوند. آب ذخیره شده در خاک، مدت زمان بسیار کوتاهی باقی می‌ماند زیرا مقدار اندکی از آن در زمین منتشر می‌شود و به سرعت از طریق تبخیر، تعرق، جریان یا تغذیهٔ آب زیرزمینی تخلیه می‌شود. زمان ماندگاری بخار آب در اتمسفر، بعد از تبخیر و پیش از میعان و بارش به سطح زمین، حدود ۹ روز است.
صفحات اصلی یخی جنوبگان و گرینلند یخ را به مدت بسیار طولانی ذخیره می‌کنند. قدمت یخ‌های جنوبگان مطمئناً مربوط به ۸۰۰٬۰۰۰ سال پیش است، هرچند که میانگین زمان ماندگاری کوتاه‌تر (از این مقدار) است.
زمان ماندگاری، می‌تواند به دو صورت در علم هیدرولوژی تخمین زده شود. متداول‌ترین روش بر اصل بقای جرم مبتنی است و بر این فرض استوار است که میزان آب در یک مخزن معین، تقریباً ثابت می‌ماند. در این روش، زمان ماندگاری از طریق تقسیم کردن میزان حجم مخزن به سرعت ورود یا خروج آب از مخزن، تخمین زده می‌شود. به بیان دیگر باید بررسی کرد که چقدر زمان نیاز است تا یک مخزن خالی از آب پر شود.
روش جایگزین (دیگر) برای تخمین زمان ماندگاری، که برای تعیین قدمت آب زیرزمینی، بیشتر استفاده می‌شود، استفاده از تکنیک‌های ایزوتوپیک است. این روش، در زیرشاخهٔ هیدرولوژی ایزوتوپ قرار می‌گیرد.

## تغییرات در طول زمان
چرخهٔ آب، فرآیندهای هدایت‌کنندهٔ جابجایی و حرکت آب درون آبکره (هیدروسفر) را توصیف می‌کند. با این حال، مقدار زیادی آب از منابع آب برای مدت‌های طولانی در چرخهٔ آب به حرکت در نمی‌آیند و در قالب ذخایر باقی می‌مانند. اقیانوس‌ها، مخزنی عظیم برای اکثر آب‌های روی زمین هستند. برآورد شده است که ۱٬۳۸۶٬۰۰۰٬۰۰۰ کیلومتر مربع از منابع آب جهان و حدود ۱٬۳۳۸٬۰۰۰٬۰۰۰ کیلومتر مربع یا تقریباً ۹۷٪ (آب) در اقیانوس‌ها ذخیره شده است. همچنین تخمین زده می‌شود که اقیانوس‌ها، حدود ۹۰٪ از تبخیر آب در چرخه را تأمین می‌کنند.
در طی دوره‌های سردتر اقلیمی، بیشتر منابع آب در قالب قله‌های یخی و یخچال‌های طبیعی متشکل می‌شوند و مقادیر آب را در بخش‌های دیگر چرخهٔ آب کاهش می‌دهند. برعکس این موضوع در دوره‌های گرما نیز صادق است. در آخرین عصر یخبندان، یخچال‌های طبیعی حدود یک-سوم زمین را پوشانده بودند و نتیجه اینکه اقیانوس‌ها نسبت به وضعیت کنونی، حدود ۱۲۲ متر پایین‌تر قرار داشتند. در طی آخرین «دورهٔ گرمای» جهانی، یعنی حدود ۱۲۵٬۰۰۰ سال پیش، سطح دریاها نسبت به حال حاضر، حدود ۵٫۵ متر بالاتر بود. حدود سه میلیون سال پیش، اقیانوس‌ها تا ۵۰ متر بالاتر از سطح کنونی ارتفاع داشتند.

در جمع‌بندی گزارش هیئت بین دولتی تغییر اقلیم برای سیاست‌گذاران در سال ۲۰۰۷، بر این مسئله تأکید شد که چرخهٔ آب در طی قرن ۲۱ دچار تشدید خواهد شد، البته این به معنای افزایش بارندگی در تمام مناطق نیست. در مناطق نیمه‌گرمسیری، مکان‌هایی که نسبتاً خشک هستند، پیش‌بینی شده است که در قرن ۲۱، بارندگی کاهش می‌یابد و باعث افزایش احتمال خشکسالی می‌شود. پیش‌بینی می‌شود که بیشترین خشکی نزدیک مرزهای poleward مناطق نیمه‌گرمسیری اتفاق بیفتد (مثل: حوضهٔ آبریز مدیترانه، آفریقای جنوبی، جنوب استرالیا و جنوب غربی ایالات متحده). انتظار می‌رود که میزان بارش سالانه در مناطق نزدیک استوا که در اقلیم کنونی، مرطوب هستند و نیز در عرض‌های جغرافیایی بالا قرار دارند، افزایش یابد. این الگوهای بزرگ مقیاس، به عنوان بخشی از ارزیابی چهارم IPCC، تقریباً در همه مدل‌های شبیه‌سازی اقلیم که در چندین مرکز بین‌المللی تحقیقات اجرا شده‌اند، مشترک است. اکنون شواهد زیادی وجود دارد مبنی بر اینکه افزایش تغییرات هیدرولوژیکی و اقلیمی، از راه‌های مختلف همچون چرخهٔ هیدرولوژیک، دسترسی آب، تقاضا و تخصیص، اثرات شگرفی را بر بخش آب ایفا می‌کنند و این اثرات در آینده نیز ادامه خواهد داشت. تحقیقات منتشر شده (سال ۲۰۱۲) در مورد شوری سطحی اقیانوس‌ها در طی سال‌های ۱۹۵۰ تا ۲۰۰۰ در مجلهٔ ساینس تشدید جهانی چرخهٔ آب را در قالب شورتر شدن مناطق شور و شیرین‌تر شدن مناطق شیرین، تأیید می‌کنند:
مدل‌های اصلی ترمودینامیکی و اقلیمی، نشان می‌دهند که در پاسخ به گرمایش اقلیم، مناطق خشک، خشک‌تر و مناطق مرطوب، مرطوب‌تر خواهند شد. تلاش‌هایی که تاکنون برای شناسایی این عکس‌العمل بلندمدت در قالب مشاهدات پراکنده از بارندگی و تبخیر انجام شده‌اند، هنوز مبهم هستند. ما نشان می‌دهیم که الگوهای شوری اقیانوس‌ها، ردپایی از تشدید شدن چرخهٔ آب هستند. تلفیق مشاهدات ۵۰ سالهٔ ما در زمینه تغییرات شوری سطحی، با تغییرات برآورد شده از مدل‌های اقلیم جهانی، شواهد محکمی مبنی بر تشدید چرخه آب با نرخ ۵±۸٪ به ازای هر درجهٔ گرمایش سطحی را ارائه می‌دهد. این نرخ، عکس‌العمل پیش‌بینی شده مدل‌های اقلیمی نسل کنونی را دوبرابر می‌کند و نشان می‌دهد که در جهان آتی که به اندازهٔ ۲ تا ۳ درجه گرم‌تر خواهد بود، چرخهٔ آب جهانی تشدید قابل توجهی (۱۶ تا ۲۴٪) خواهد یافت.
وسیله‌ای که توسط ماهوارهٔ SAC-D Aquarius حمل می‌شد در ژوئن ۲۰۱۱ به فضا پرتاب شد، تا شوری سطحی دریاهای جهانی را اندازه‌گیری نماید. پسروی یخچال‌های طبیعی نیز نمونه‌ای از چرخهٔ آب در حال تغییر است، (این امر در جایی رخ می‌دهد که) تأمین آب یخچال‌های طبیعی از بارندگی نمی‌تواند با از دست دادن آب از طریق ذوب یا تصعید، همخوانی داشته (سازگار) باشد. پسروی یخچال‌های طبیعی از سال ۱۸۵۰ بسیار گسترده بوده است.
فعالیت‌های انسانی که چرخهٔ آب را تغییر می‌دهند عبارتند از:
- کشاورزی
- صنعت
- تغییر ترکیب شیمیایی اتمسفر
- ساخت سدها
- جنگل زدایی و جنگل‌کاری
- برداشت آب زیرزمینی از چاه‌ها
- برداشت آب از رودخانه‌ها
- شهرنشینی- برای رویارویی با اثرات شهرنشینی، می‌توان از طراحی شهری حساس به آب بهره گرفت.

## اثرات اقلیمی
انرژی خورشیدی، انرژی لازم برای انجام چرخهٔ آب را تأمین می‌کند. ۸۶٪ تبخیر جهانی، از اقیانوس‌ها صورت می‌گیرد و دمای آن‌ها را با سرمایش ناشی از تبخیر، کاهش می‌دهد. بدون این سرمایش، تأثیر تبخیر بر روی اثر گلخانه‌ای، موجب افزایش دمای سطحی تا ۶۷ سانتی‌گراد و سیاره‌ای گرم‌تر خواهد شد. افت سطح یا برداشت بیش از حد آبخوان و پمپاژ و برداشت آب فسیلی، میزان کلی آب هیدروسفر را افزایش می‌دهد و فرض بر این است که این امر، موجب افزایش سطح دریا خواهد بود.

## اثرات بر چرخهٔ بیوژئوشیمیایی
با وجود اینکه چرخهٔ آب، یک چرخهٔ بیوژئوشیمیایی به حساب می‌آید، جریان آب روی زمین و زیر سطح آن نیز خود یک جز اصلی از چرخش سایر مواد بیوژئوشیمیایی محسوب می‌شود. رواناب، تقریباً مسئول انتقال تمام رسوبات فرسایشی و فسفر از زمین به پیکره‌های آبی است. شوری اقیانوس‌ها از فرسایش و انتقال نمک‌های محلول از زمین، نشأت می‌گیرد. هوپرورش دریاچه‌ها در درجهٔ اول به علت فسفر مازاد در کودهای مصرفی در زمین‌های کشاورزی رخ می‌دهد و در درجهٔ بعد به علت انتقال از سطح زمین و ریختن به رودخانه‌های پایین دست، اتفاق می‌افتد. رواناب و جریان آب زیرزمینی، در انتقال نیتروژن از زمین به پیکره‌های آبی، نقش مهمی ایفا می‌کنند. منطقهٔ مرده در خروجی رودخانهٔ می‌سی‌سی‌پی، نتیجهٔ نیترات موجود در کودهایی است که از زمین‌های کشاورزی تخلیه شدند و به سیستم زه‌کشی خلیج مکزیک وارد گشته‌اند. همچنین، رواناب، مجدداً از طریق انتقال سنگ‌ها و خاک فرسایش یافته، در چرخهٔ کربن نقش ایفا می‌کند.

## اتلاف تدریجی در دوره‌های زمین‌شناسی
باد هیدرودینامیک در قسمت فوقانی اتمسفر باعث می‌شود که عناصر شیمیایی سبک مانند هیدروژن، تا ارتفاع ترموپاز یعنی محدودهٔ پایینی اگزوسفر که در آن گازها می‌توانند به سرعت گریز برسند و بدون تأثیر بر دیگر ذرات گاز وارد فضای بیرونی شوند حرکت نمایند. چنین گازی که از سیاره خارج و وارد فضا می‌شود، تحت عنوان گریز جوی، شناخته می‌شود. سیاراتی که دارای لایه‌های گرم تحتانی در اتمسفر خود هستند می‌توانند موجب تشکیل اتمسفر مرطوب در لایه‌های فوقانی شوند و باعث تسریع اتلاف هیدروژن شوند.

## تاریخچهٔ نظریهٔ هیدرولوژیک

### تودهٔ شناور زمین
در قدیم، به‌طور گسترده‌ای تصور بر این بود که تودهٔ زمین، بر پیکره‌ای از آب شناور است و اکثر آب رودخانه‌ها از زیر زمین نشأت می‌گیرد. نمونه‌هایی از این باور را می‌توان در آثار هومر دید. (حدود ۸۰۰ سال پیش از میلاد)

### کتاب مقدس عبری
در عهد باستان، دانشمندان عبری در خاور نزدیک مشاهده کردند که اگرچه رودخانه‌ها به دریا می‌ریزند، اما دریا هیچگاه پر نمی‌شود. برخی دانشمندان امروزه این‌طور نتیجه می‌گیرند که چرخهٔ آب به‌طور کامل در آن زمان و طبق این متن توصیف شده است: «باد به سمت جنوب می‌وزد و به سمت شمال می‌چرخد؛ تقریباً به‌طور مداوم گرد (گردباد) می‌شود و باد براساس مدارهایش دوباره می‌چرخد. همهٔ رودخانه‌ها به دریا می‌ریزند اما هنوز دریا پر نشده است؛ رودخانه‌ها به همان جایی برمی‌گردند که از آنجا می‌آیند» دانشمندان در مورد تاریخ این متن (Ecclesiastes) به توافق نرسیده‌اند، اگرچه بیشتر دانشمندان به زمان پادشاهی سلیمان، پسر داوود و باتشبا، یعنی ۳٬۰۰۰ سال پیش اشاره می‌کنند؛ که طبق توافقات به دورهٔ ۹۶۲ تا ۹۲۲ پیش از میلاد مسیح بازمی‌گردد. به علاوه، مشاهده شده بود که ابرها پس از پر شدن از طریق بارش باران (بارندگی) بر روی زمین، تخلیه می‌شوند. افزون بر این، در طی سال‌های ۷۴۰–۷۹۳ پیش از میلاد، یک پیامبر عبری به نام آموس، اظهار داشت که آب از دریا می‌آید و بر روی زمین فرو می‌ریزد. در کتاب ایوب مربوط به کتاب مقدس، در قرن‌های هفتم تا دوم پیش از میلاد مسیح، توصیفی از بارش در چرخهٔ هیدرولوژیک را می‌توان پیدا کرد، «برای اینکه او قطرات آب را کوچک می‌کند: مطابق بخار آن، باران می‌بارد؛ که ابرها به وفور بر سر انسان‌ها قطره قطره می‌ریزند».

### بارش و نفوذ
در Adityahridayam (یک سرودهٔ عبادی در مورد خدای خورشید) برگرفته از رامایانا، حماسهٔ هندو که متعلق به قرن چهارم پیش از میلاد مسیح است، در بیت ۲۲ اشاره شده که خورشید، آب را گرم می‌کند و باران را فرو می‌فرستد. حدود ۵۰۰ سال پیش از میلاد، دانشمندان یونانی حدس می‌زدند که اکثر آب رودخانه‌ها را می‌توان به باران نسبت داد. منشأ باران نیز تا آن زمان شناخته شده بود. این دانشمندان معتقد بودند که بالا آمدن آب از طریق زمین، آب زیادی به رودخانه‌ها وارد می‌کند. این تفکر را افرادی مثل آناکسیماندروس (کسی که در مورد تکامل حیوانات بر روی خشکی از ماهی‌ها نیز حدس‌هایی زده بود) و کسنوفانس داشتند. دانشمندان چینی مثل Chi Ni Tzu و Lu Shih Ch'un Ch'iu نیز عقیدهٔ مشابهی داشتند. این ایده که چرخهٔ آب یک چرخهٔ بسته است را می‌توان در آثار آناکساگوراس و دیوژن آپولونی مشاهده کرد. افلاطون (۳۹۰ سال پیش از میلاد) و ارسطو (۳۵۰ سال پیش از میلاد) در مورد (پدیده) نفوذ، به عنوان بخشی از چرخهٔ آب حدس‌هایی زده بودند.

### بارش صرف
تا دورهٔ رنسانس، تصور بر این بود که بارش به تنهایی برای تغذیهٔ رودخانه‌ها و چرخهٔ کامل آب، کافی نیست و اینکه آب زیرزمینی که از اقیانوس‌ها به سمت بالا کشیده می‌شود نقش اصلی را در آب رودخانه‌ها ایفا می‌کنند. Bartholomew of England همانند لئوناردو داوینچی (۱٬۵۰۰ بعد از میلاد) و آتاناسیوس کیرشه بعد از میلاد) این عقیده را داشتند.
نخستین اندیشمند که این ادعا را منتشر کرد که باران به تنهایی برای حفظ رودخانه‌ها کافی است برنارد پالیسی بود، که اغلب به عنوان «کاشف» نظریهٔ مدرن چرخهٔ آب شناخته می‌شود. تئوری‌های پالیسی از نظر علمی تا سال ۱۶۷۴ و در مطالعه‌ای که معمولاً به Pierre Perrault نسبت داده می‌شود، مورد بررسی قرار نگرفته بودند. حتی پس از آن، تا اوایل قرن نوزدهم، این اعتقادات در علوم رایج پذیرفته نشدند.